# Saskia Eskenová
Saskia Eskenová rozená Hofer-Schultz (* 28. srpna 1961 Stuttgart) je německá politička. Od prosince 2019 je spolupředsedkyní Sociálnědemokratické strany Německa (SPD), od prosince 2021 společně s Larsem Klingbeilem.

## Vzdělání a povolání
Vyrostla v Renningenu. Studovala na Gymnáziu Johannese Keplera ve městě Weil der Stadt a složila tam maturitní zkoušky. Studium germanistiky a politologie na univerzitě ve Stuttgartu přerušila a pak nedokončila. Poté pracovala jako doručovatelka balíků a číšnice.
Později vystudovala odbornou školu informatiky v Böblingenu blízko svého bydliště. V tomto oboru pracovala. Byla členkou „Zemské rady rodičů“ (instituce podporující školství) ve spolkové zemi Bádensko-Württembersko.

## Politická kariéra
Poslankyní Spolkového sněmu za SPD je od roku 2013. Spolupředsedkyní strany byla překvapivě zvolena ve druhém kole hlasování členské základny v prosinci 2019. Eskenová a Walter-Borjans tehdy jako zástupci levicového směru v SPD porazili spolkového ministra financí Olafa Scholze a jeho spolukandidátku Klaru Geywitz. Od prosince 2021 je druhým spolupředsedou Lars Klingbeil.

## Rodinný život
Eskenová je vdaná a má tři již dospělé děti. V době jejich dětství nebyla zaměstnaná. Její manžel Roland Esken je důchodce.